# Никулино (Оленинский район)
Никулино — деревня в Оленинском муниципальном округе Тверской области, до 2019 года входила в состав Глазковского сельского поселения.

## География
Расположена на берегу реки Сишка в 24 км на восток от посёлка Оленино.

## История
В конце XIX — начале XX века деревня входила в состав Лаптевской волости Ржевского уезда Тверской губернии. В 1883 году в деревне было 36 дворов, кузница, круподерка, красильное заведение; промыслы: возка дров, земледельческие работы, добыча торфа. В 1908 в Никулино открыта земская школа. 
С 1929 года деревня являлась центром Никулинского сельсовета Оленинского района Ржевского округа Московской области, с 1935 года — в составе Калининской области, с 1994 года — центр Никулинского сельского округа, с 2005 года — в составе Глазковского сельского поселения, с 2019 года — в составе Оленинского муниципального округа.
В годы Советской власти в деревне располагалось правление колхоза «Память Мичурина».

## Население
| 1859 | 1883 | 1920 | 1997 | 2002 | 2010 |
| ---- | ---- | ---- | ---- | ---- | ---- |
| 127  | ↗210 | ↗229 | ↗252 | ↘220 | ↘203 |

## Инфраструктура
В деревне имеются Никулинская основная общеобразовательная школа им. М.А.Борисова, детский сад, дом культуры, фельдшерско-акушерский пункт, отделение почтовой связи.